# 三民主義研究所
三民主義研究所，簡稱三研所，是中華民國台灣地區已經不存在的高等院校建制，主要任務是宣教三民主義官方意識形態。

## 沿革
為了提倡三民主義，中華民國教育部早期在台灣各大專院校普設三民主義研究所，畢業生多成為高級中學科目“三民主義”教師或是大專院校共同科目“中華民國憲法”、“三民主義”、“國父思想”等教師。而三民主義也是大學聯合招生考試必考科目之一，直至2000年取消。李登輝政府任内，1994年取消三民主義考試，但保留高中三民主義課程；陳水扁政府任内，2005年高中取消三民主義課程。

## 改制
隨著1990年代台灣政治民主化、意識形態多元化的發展，各大學為了學術專業以及學生出路考量，三民主義研究所紛紛改名。例如
- 國立臺灣大學三民主義研究所：2000年更名國家發展研究所（Graduate Institute of Development Studies），属國立臺灣大學社會科學院。
- 國立政治大學三民主義研究所：“鑑於環境變遷與學術社群之需求”，1994年11月28日更名中山人文社會科學研究所，2007年更名國家發展研究所（Graduate Institute of Development Studies），属國立政治大學社會科學學院。[4]
- 國立臺灣師範大學三民主義研究所：1968年成立，2003年更名政治學研究所（Graduate Institute of Political Science），属國立臺灣師範大學國際與社會科學學院。[5]
- 中國文化大學三民主義研究所：1962年成立，2009年更名中山學術研究所及中國大陸研究所，2016年更名國家發展與中國大陸研究所，属中國文化大學社會科學院。[6]